# Genobaldo
Genobaldo (em latim: Genobaudes ou Genebaldus) foi um nobre franco do século IV. Ele é citado em 388, quando invadiu o Império Romano ao lado de Sunão e Marcomero. A principal fonte que cita-os é a História dos Francos de Gregório de Tours. Nela, citando a ausente História de Sulpício Alexandre, eles são descritos como duques (chefes militares).  Segundo Sulpício, a principal fonte, os francos cruzaram a muralha que fazia a fronteira romana na região e invadiram os distritos férteis, matando muitas pessoas, arrasando o país e criando medo em Colônia. As notícias da invasão chegaram em Augusta dos Tréveros, a capital do usurpador Magno Máximo (r. 383–388), protegida por Nanieno e Quintino. Reuniram exército e dirigiram-se para Colônia, mas ao chegarem os francos já haviam cruzado o Reno e deixaram vários homens em solo romano para pilharem. Os francos foram atacados, e muitos deles pereceram. Quintino prosseguiu campanha e marchou além do Reno atrás deles, mas foi decisivamente derrotado e morto com os outros oficiais.